# 日々の泡
『日々の泡』（ひびのあわ、L'Écume des jours）は、フランスの作家ボリス・ヴィアンによる1947年の小説。『うたかたの日々』の日本語題もある。パリに暮らす若者たちを描いた青春小説だが、現実にはありえない幻想的な出来事が頻発したり、SF的なアイテムが登場するなど、奔放なイマジネーションによって彩られた、独特のリアリズムで描かれている。

## あらすじ
パリに暮らす青年コランは、財産を持っているため働くことなく日々を気ままに過ごしている。彼は友人のシックを夕食に誘い、コックのニコラに食事を作らせ、奏でる音によって異なるカクテルを作るカクテルピアノの演奏を聴かせる。ある日、コランはイジスの家で開かれるパーティに行き、そこでクロエという女の子と出会う。二人はたちまち恋に落ち、結婚する。
しかし結婚式の後、旅行から帰ってきたクロエが、肺の中に睡蓮の蕾ができる病気にかかってしまう。クロエを助けるために、医者に言われたとおり彼女の周りに花を絶やさないコランだったが、やがて金銭的に行き詰まり、仕事を探すようになる。しかしクロエは衰弱し、遂に死んでしまう。埋葬が終わると、コランは毎日岸辺で水の中をのぞきこんで過ごすようになる。

## 登場人物
コラン
裕福な青年。22歳。家にいるハツカネズミと意思疎通ができる。
クロエ
コランの恋人。デューク・エリントン編曲で有名な曲と同じ名前を持つ。肺の中に睡蓮ができる奇病にかかる。
シック
コランの友人。22歳。工場で機械の管理をする仕事に就いている。ジャン＝ソオル・パルトル（ジャン＝ポール・サルトルのパロディ）という作家に心酔しており、彼の著作や身につけていたものは何でも購入してしまう。税金を支払わなかったために、警察に踏み込まれ、射殺されてしまう。
アリーズ
シックの恋人でニコラの姪。18歳。とても美しい外見をしている。パルトルが好きという共通点からシックと知り合った。パルトルのせいでシックが破産してしまうと考え、カフェでパルトルを使って殺し、書店に火をつけて回るが、最終的にはやはり死んでしまう。
ニコラ
コランの料理人。29歳。哲学サークルに所属している。多くの女性と関係を持つ色男。
イジス
ニコラの恋人で、コランとは昔からの知り合いの友人の女性。愛犬の誕生日パーティーにコランたちを招待した。

## 日本語訳
- 『日々の泡』曽根元吉訳、新潮社、1970年。新潮文庫、1998年
- 『ボリス・ヴィアン全集〈3〉 うたかたの日々』伊東守男訳、早川書房、1979年。ハヤカワepi文庫、2002年
- 『うたかたの日々』野崎歓訳、光文社〈光文社古典新訳文庫〉、2011年。

## 他メディア化作品

### 映画
『うたかたの日々』（L'Écume des Jours, 1968年, フランス）
1968年のフランス映画。監督はシャルル・ベルモン。出演はコラン役にジャック・ペラン、クロエ役にアニー・ビュロン。
『クロエ』（2001年, 日本）
2001年の日本映画。監督は利重剛。出演はコランにあたる高太郎役に永瀬正敏、クロエ役にともさかりえ。撮影は篠田昇。第51回ベルリン国際映画祭のコンペティション部門に選ばれた。
『ムード・インディゴ うたかたの日々』（L'Écume des jours, 2013年, フランス）
2013年のフランス映画。監督はミシェル・ゴンドリー。出演はコラン役にロマン・デュリス、クロエ役にオドレイ・トトゥ。

### その他
オペラ『L'Écume des Jours』（Пена дней, 1981年）
作曲はロシアのエディソン・デニソフ。
音楽『うたかたの日々』（L'Écume des Jours d'Apres Boris Vian, 1979年）
フランスのロック・バンド メモリアンスが音楽化したLPレコード。日本でも当時に発売されている。
ラジオドラマ（1990年8月5日）
NHK-FM放送「特集サラウンドファンタジー」枠にて『日々の泡：ボリス・ヴィアンのうたかたの日々』のタイトルで放送された。
出演：沢田研二、岸田今日子、三田和代ほか。
漫画『うたかたの日々』（宝島社、2003年）
岡崎京子による漫画化作品。岡崎の休業前にファッション雑誌『CUTiE』に連載された。